# 城西街道 (泰州市)
城西街道，是中华人民共和国江苏省泰州市海陵区下辖的一个乡镇级行政单位。

## 行政区划
城西街道下辖以下地区：
西仓社区、闸南社区、森南社区、招贤社区、景光社区、安居社区、林机社区、江洲社区、海光社区、海阳社区、兴业社区、森森社区、唐楼社区、头营社区、任景社区、九里社区、麒麟村、朱庄村、九龙村和引东村。